# Ptilomymar magnificum
Ptilomymar magnificum är en stekelart som beskrevs av Yoshimoto 1990. Ptilomymar magnificum ingår i släktet Ptilomymar och familjen dvärgsteklar. Inga underarter finns listade i Catalogue of Life.